# Narancssárga
A narancssárga a sárga és a vörös közé eső szín. A spektrális színpályán igen nagy telítettségű színek is lehetnek narancsszínűek. Kiegészítője, komplementere a kék. Az sRGB színtérben csak viszonylag kis telítettségű változata keverhető ki (telítettségi tisztasága kb. 0,87). Megközelítően azonosítja Munsell szerint a 2YR 4/11 (yellow-red); COLOROID szerint A22. Telítettségétől és világosságától függően igen sok változata fordulhat elő: barna, vagy borostyán. Az az állítás, hogy másodlagos szín volna, azzal magyarázható, hogy nem tartozik az egyedi színek közé (unique hue); a vörös és a sárga közé esik. Változatai: szatinober, karotinsárga, pompeji narancs, szépia, bambuszsárga, karamellbarna, négerbarna, achátbarna, tüzesnarancs, terrakotta.  Az élelmiszerszínezékek közül az E-110 és E-111 narancsszínűek. 
Maga a narancs szó a szanszkrit–arab eredetű narandzsból származik.

## Narancs színű anyagok
- Karotinok (sárgarépa)
- Auripigment
- Kálium-dikromát

## A narancs szín a sportban, a kultúrában és a politikában
Narancs a hagyományos színe az Oránia–Nassaui-háznak, amelyhez a holland királyi család tartozik (az oranje holland szó narancsot jelent), de ezzel a színnel számos szervezet, köztük politikai és sportegyesületek is azonosítják magukat.
- Politika:
  - Fidesz – Magyar Polgári Szövetség
  - Német Kalózpárt
  - Humanista Párt (Argentína)
  - Civil Mozgalom (Mexikó)
- Sport:
  - Hollandia sportolói
  - Correcaminos de la UAT (labdarúgás, Mexikó)
  - Sunrisers Hyderabad (krikett, IPL (India))
  - Perth Scorchers (krikett, BBL (Ausztrália))

- - Bruce Mclaren (Formula–1) Papaya orange színváltozat

### Narancs színt tartalmazó zászlók

Bhután
Ciprus
Elefántcsontpart
India
Írország
Niger
Srí Lanka